# Théâtre national de Bordeaux en Aquitaine
Le théâtre national de Bordeaux en Aquitaine (TnBA) est le centre dramatique national de Bordeaux, en France, situé square Jean Vauthier dans le quartier Sainte-Croix, au sud de la ville. Il est dirigé par Fanny de Chaillé.

## Histoire
Le Centre régional d'art dramatique de Bordeaux voit le jour au début des années 1950 avec Jean Lagénie, pionnier de la décentralisation théâtrale. Raymond Paquet en prend la suite et crée une troupe permanente, la CDA, compagnie dramatique d'Aquitaine. Dénommé théâtre du Port de la Lune, par Robert Abirached (directeur du Théâtre et des Spectacles au ministère de la Culture sous la gouvernance de Jack Lang) et Jean-Louis Thamin, le théâtre est achevé en 1990 et est placé sous la gouvernance de ce dernier. La salle est baptisée salle Jean-Vauthier, en hommage au dramaturge (1910-1992), fervent défenseur d'un théâtre de la démesure, en opposition avec le théâtre minimaliste en vogue après la Seconde Guerre mondiale. En mars 2003, une deuxième salle est ouverte, la salle Antoine-Vitez. Le théâtre est renommé théâtre national de Bordeaux en Aquitaine. Dominique Pitoiset en prend la direction pendant dix ans, jusqu'à la nomination de Catherine Marnas en janvier 2014. La metteuse en scène, chorégraphe et performeuse Fanny de Chaillé succède à Catherine Marnas le 01 janvier 2024.

## Salles
- La grande salle Antoine-Vitez, environ 700 places
- La salle Jean-Vauthier, environ 450 places
- Le studio de création, environ 120 places

## L'École du tnba - École supérieure de théâtre de Bordeaux en Aquitaine
L'École supérieure de théâtre de Bordeaux Aquitaine est une école nationale supérieure d’art dramatique qui prend place dans les mêmes murs et qui partage la même direction que le TnBA. 
L'école accueille une nouvelle promotion paritaire de quatorze étudiantes et étudiants tous les trois ans, et est habilitée par le Ministère de la Culture à délivrer le diplôme national supérieur professionnel de comédien (DNSPC). Les étudiantes et étudiants sortants peuvent bénéficier d’un fonds d’insertion professionnelle financé par la DRAC et la Région Nouvelle Aquitaine. 
Elle a été initiée en 2007 par Dominique Pitoiset, second directeur du TnBA (2004-2013) puis dirigée par Chatherine Marnas. En 2024, Fanny de Chaillé devient directrice de l'école et du théâtre. L'éstba devient l'École du tnba.

## Direction
- 1990-2003 : Jean-Louis Thamin
- 2004-2013: Dominique Pitoiset
- 2014 - 2023 : Catherine Marnas
- Depuis 2024 : Fanny de Chaillé